# Elmar Reinders
Elmar Reinders (* 14. März 1992 in Emmen) ist ein niederländischer Radsportler. 

## Karriere
2008 wurde Reinders niederländischer Meister im Einzelzeitfahren der Jugend. Nach dem Wechsel in die U23 wurde er zur Saison 2011 Mitglied beim Metec-TKH Continental Cyclingteam.
Vor der Saison 2014 stand Reinders kurz vor einem Vertrag mit dem UCI WorldTeam Lotto-Belisol, jedoch entschied er sich für die Mannschaft Jo Piels. Seinen ersten Erfolg in der U23 erzielte er 2014 mit dem Gewinn der ersten Etappe der Berlin-Rundfahrt, zudem wurde er zweiter der Gesamtwertung. Seinen bisher größten Erfolg konnte Reinders 2015 mit einem Sieg bei dem niederländischen Radrennen Ster van Zwolle feiern. Ein Jahr später gewann er die ZODC Zuidenveld Tour. 
Zur Saison 2017 wechselte Reinders zum UCI Professional Continental Team Roompot-Nederlandse Loterij. In den drei Jahren für das Team gewann er einmal die Bergwertung der Tour of Norway sowie die Kombinationswertung der BinckBank Tour, ein Einzelerfolg blieb ihm jedoch verwehrt. 
2020 wurde Reinders Mitglied im Riwal Cycling Team. 2021 hatte er mit drei Siegen seine bisher beste Saison. Unter anderen gewann er zum zweiten Mal die PWZ Zuidenveld Tour.

## Erfolge
2009
- zwei Etappen Sint-Martinusprijs Kontich

2014
- Mannschaftszeitfahren Olympia’s Tour
- eine Etappe Tour de Berlin

2015
- Ster van Zwolle
- Mannschaftszeitfahren Olympia’s Tour

2016
- ZODC Zuidenveld Tour

2018
- Kombinationswertung BinckBank Tour

2019
- Bergwertung Tour of Norway

2021
- eine Etappe Tour de Bretagne Cycliste
- Skive–Løbet
- PWZ Zuidenveld Tour

2022
- Visit Friesland Elfsteden Race
- eine Etappe Olympia’s Tour

## Grand Tour-Platzierungen
| Grand Tour            | 2023 | 2024 | 2025 |
| --------------------- | ---- | ---- | ---- |
| Giro d’ItaliaGiro     | –    | –    | –    |
| Tour de FranceTour    | 141  | DNF  | 140  |
| Vuelta a EspañaVuelta | –    | –    |      |